# Litevský fotbalový pohár
Litevský fotbalový pohár, oficiálním názvem Pohár Litevské fotbalové federace (litevsky Lietuvos futbolo federacijos taurė, zkratkou LFF taurė) je pohárová vyřazovací soutěž v litevském fotbale. Hraje se od roku 1947 (tehdy v rámci Sovětského svazu, kdy se jí účastnily týmy výlučně z Litevské SSR). Po získání nezávislosti Litvy v roce 1990 přijala soutěž současný název.
Aktuálním vítězem ze sezóny 2022 je FK Žalgiris.

## Přehled vítězů v rámci SSSR
Zdroj:
| - 1947: Lok Kaunas - 1948: Inkaras Kaunas - 1949: Inkaras Kaunas - 1950: Elnias Šiauliai - 1951: Inkaras Kaunas - 1952: KN Vilnius - 1953: Lima Kaunas - 1954: Inkaras Kaunas - 1955: KPI Kaunas - 1956: Raud. Spalis Kaunas - 1957: Elnias Šiauliai | - 1958: Spartakas Vilnius - 1959: Elnias Šiauliai - 1960: Panemunė Kaunas - 1961: Cementin. Akmenė - 1962: Lima Kaunas - 1963: Saliutas Vilnius - 1964: Minija Kretinga - 1965: Inkaras Kaunas - 1966: Žalgiris Naujoji Vilnia - 1967: Nevėžis Kėdainiai - 1968: Nevėžis Kėdainiai | - 1969: Inkaras Kaunas - 1970: Nevėžis Kėdainiai - 1971: Pažanga Vilnius - 1972: Nevėžis Kėdainiai - 1973: Nevėžis Kėdainiai - 1974: Statybininkas Šiaulia - 1975: Vienybė Ukmergė - 1976: Kelininkas Kaunas - 1977: Granitas Klaipėda - 1978: Kelininkas Kaunas - 1979: Kelininkas Kaunas | - 1980: Kelininkas Kaunas - 1981: Granitas Klaipėda - 1982: Pažanga Vilnius - 1983: Granitas Klaipėda - 1984: SRT Vilnius - 1985: Ekranas Panevėžys - 1986: Granitas Klaipėda - 1987: SRT Vilnius - 1988: Sirijus Klaipėda - 1989: Banga Kaunas |

## Přehled finálových zápasů od získání nezávislosti v roce 1990
Zdroj:
| Ročník  | Vítěz                   | Finalista             | Výsledek                 |
| ------- | ----------------------- | --------------------- | ------------------------ |
| 1990    | Sirijus Klaipėda        | Žalgiris Vilnius      | 0:0 po prodl. (4:3 pen.) |
| 1991    | Žalgiris Vilnius        | Tauras Šiauliai       | 1:0 po prodl.            |
| 1991/92 | Lietuvos Makabi Vilnius | Žalgiris Vilnius      | 1:0                      |
| 1992/93 | Žalgiris Vilnius        | Sirijus Klaipėda      | 1:0                      |
| 1993/94 | Žalgiris Vilnius        | Ekranas Panevėžys     | 4:2                      |
| 1994/95 | Inkaras Kaunas          | Žalgiris Vilnius      | 2:1                      |
| 1995/96 | Kareda-Sakalas Šiauliai | Inkaras-Grifas Kaunas | 2:0                      |
| 1996/97 | Žalgiris Vilnius        | Inkaras-Grifas Kaunas | 1:0                      |
| 1997/98 | Ekranas Panevėžys       | FBK Kaunas            | 1:0                      |
| 1998/99 | Kareda Šiauliai         | FBK Kaunas            | 3:0 po prodl.            |
| 1999/00 | Ekranas Panevėžys       | Žalgiris Vilnius      | 1:0                      |
| 2000/01 | Atlantas Klaipėda       | Žalgiris Vilnius      | 1:0                      |
| 2001/02 | FBK Kaunas              | FK Sūduva Marijampolė | 3:1                      |
| 2002/03 | Atlantas Klaipėda       | Vėtra Rūdiškės        | 1:1 po prodl. (3:1 pen.) |
| 2003    | Žalgiris Vilnius        | Ekranas Panevėžys     | 3:1                      |
| 2004    | FBK Kaunas              | Atlantas Klaipėda     | 0:0 po prodl. (2:1 pen.) |
| 2005    | FBK Kaunas              | Vėtra Vilnius         | 2:0 po prodl.            |
| 2006    | FK Sūduva Marijampolė   | Ekranas Panevėžys     | 1:0                      |
| 2007/08 | FBK Kaunas              | Vėtra Vilnius         | 2:1                      |
| 2008/09 | FK Sūduva Marijampolė   | Tauras Tauragė        | 1:0                      |
| 2009/10 | Ekranas Panevėžys       | Vėtra Vilnius         | 2:1                      |
| 2010/11 | Ekranas Panevėžys       | Banga Gargždai        | 4:2 po prodl.            |
| 2011/12 | Žalgiris Vilnius        | Ekranas Panevėžys     | 0:0 po prodl. (3:1 pen.) |
| 2012/13 | Žalgiris Vilnius        | FK Šiauliai           | 3:3 po prodl. (8:7 pen.) |
| 2013/14 | Žalgiris Vilnius        | Banga Gargždai        | 2:1                      |
| 2014/15 | Žalgiris Vilnius        | Atlantas Klaipėda     | 2:0                      |
| 2015/16 | FK Žalgiris             | FK Trakai             | 1:0 (Prodloužení)        |
| 2016    | FK Žalgiris             | FK Sūduva Marijampolė | 2:0                      |
| 2017    | FC Stumbras             | FK Žalgiris           | 1:0                      |
| 2018    | FK Žalgiris             | FC Stumbras           | 3:0                      |
| 2019    | FK Sūduva Marijampolė   | Banga Gargždai        | 4:0                      |
| 2020    | FK Panevėžys            | FK Sūduva             | 1:1 (5:4 pen.)           |
| 2021    | FK Žalgiris             | FK Panevėžys          | 5:1                      |
| 2022    | FK Žalgiris             | FC Hegelmann          | 2:1 po prodl.            |
| 2023    | FK Transinvest          | FA Šiauliai           | 2:1                      |
| 2024    | FK Banga                | FC Hegelmann          | 0:0 (4:1 pen.)           |

Vysvětlivky
- po prodl. – po prodloužení
- pen. – penaltový rozstřel